# 香川県広域水道企業団
香川県広域水道企業団 (かがわけんこういきすいどうきぎょうだん) は、香川県の、直島町を除く8市8町と県で構成する、水道事業及び工業用水道事業を行う一部事務組合。地方公営企業法の適用団体である。全国初の県内一水道で運営されている。

## 概要・沿革
同県内の水道事業は、人口減少に伴う給水収益の減少、水道施設の老朽化、近い将来に発生が予想されている巨大地震への対応、水道事業従事者の技術継承などの課題が山積している。これらの解決を図るため水道事業を統合することにより、施設の統廃合や業務の効率化、経費の削減などにより経営基盤の強化を企図された。2015年5月、設立準備協議会の初会合を開催し、設立は協議会設置後3年をめどとされた。2017年11月に総務大臣の設置許可を受けて発足し、翌年4月に事業開始。

## 対象区域
- 高松市、丸亀市、坂出市、善通寺市、観音寺市、さぬき市、東かがわ市、三豊市、土庄町、小豆島町、三木町、宇多津町、綾川町、琴平町、多度津町、まんのう町を対象とする給水事業[4]
- 丸亀市、坂出市及び宇多津町の区域内を対象とする工業用水道事業[4]

## 事業所・施設
- 本部：高松市番町一丁目8番15号
- 高松ブロック統括センター：高松市番町一丁目8番15号
  - 旧御殿水源地（高松市水道資料館）
  - 浅野浄水場
  - 御殿浄水場
  - 川添浄水場
- 中讃ブロック統括センター：丸亀市飯山町川原1114番地1
- 西讃ブロック統括センター：観音寺市坂本町七丁目3番18号
- 東讃ブロック統括センター：さぬき市津田町津田1467-5
- 小豆ブロック統括センター：小豆郡小豆島町池田2071番地2
- 広域送水管理センター：坂出市府中町1265番地1

## 組織
- 企業長 - 池田豊人 (香川県知事)
- 副企業長 - 大西秀人 (高松市長), 谷川俊博 (宇多津町長), 高木孝征
- 企業団本部
  - 事務局長、事務局次長
    - (事務) - 総務企画課、財務課、財産契約課
    - (水道技術管理者) – 計画課、浄水課、工務課、水質管理課

  - 東讃ブロック総括センター
  - 小豆ブロック総括センター
  - 高松ブロック総括センター
  - 中讃ブロック総括センター
  - 西讃ブロック総括センター
  - 広域送水管理センター

## 議会
議会が設置されており、議員は香川県議会議員、各市町議会議員で構成され、定員は27名
- 香川県議会　6人
- 高松市議会　5人
- 丸亀市議会　2人
- 他の構成団体の議会　各1人